# Länsväg AC 574
Länsväg AC 574 är en övrig länsväg i Nordmalings kommun i Västerbottens län (Ångermanland) som går mellan Europaväg 4 vid byn Lucken och Länsväg 515 vid småorten Långed i Nordmalings distrikt (Nordmalings socken). Vägen är 2,4 kilometer lång, till större delen belagd med grus och passerar bland annat genom småorten Långed samt med en bro över Öreälven. Hastighetsgränsen är 50 km/h förutom en kortare sträcka närmast E4 där den är 70 km/h. Vägen har Bärighetsklass 1 förutom en kortare sträcka över Öreälven där den har Bärighetsklass 2.
Vägen ansluter till:
- Europaväg 4 (vid Lucken)
- Länsväg AC 574.01 (vid Långed)
- Länsväg AC 515 (vid Långed)